# Krivnea, Ruse
Krivnea (în bulgară Кривня) este un sat în comuna Vetovo, regiunea Ruse,  Bulgaria. 

## Demografie
Componența etnică a satului Krivnea
     Bulgari (52,63%)
     Romi (26,14%)
     Nicio identificare (21,22%)
     Altele (0%)
La recensământul din 2011, populația satului Krivnea era de 570 locuitori. Din punct de vedere etnic, majoritatea locuitorilor (52,63%) erau bulgari, cu o minoritate de romi (26,14%). Pentru 21,22% din locuitori nu este cunoscută apartenența etnică.